# The Leftovers
The Leftovers é uma  série de televisão dramática estadunidense criada por Damon Lindelof e Tom Perrotta para o canal HBO. A história da primeira temporada é baseada no romance homônimo de Tom Perrotta, lançado em 2011. O episódio piloto foi escrito por Lindelof e Perrotta, e dirigido por Peter Berg.
A série começa três anos após um evento global que resulta no desaparecimento de 2% da população mundial. As vidas do chefe de polícia Kevin Garvey (Justin Theroux) e da sua família, assim como de Nora Durst (Carrie Coon) e do seu irmão, o Reverendo Matt Jamison (Christopher Eccleston) são os pontos focais da série, enquanto eles lutam para se adaptar à vida depois deste acontecimento.
O elenco da série conta ainda com Amy Brenneman, Liv Tyler, Chris Zylka, Ann Dowd, Margaret Qualley, Kevin Carroll, Regina King, Scott Glenn e Jovan Adepo. A sua estreia aconteceu nos Estados Unidos e no Brasil, simultaneamente, através da HBO e HBO Brasil, no dia 29 de junho de 2014  e o seu episódio final foi transmitido também, simultaneamente, nos Estados Unidos e no Brasil através da HBO e HBO Brasil no dia 04 de junho de 2017.
The Leftovers foi bastante elogiada pela crítica e é considerada uma das melhores séries de sempre. O agregador de críticas Metacritic classificou-a como a melhor série da década de 2010, e, em 2021, um estudo levado a cabo pela BBC Culture classificou-a como a sétima melhor série do século XXI.

## Sinopse

#### 1ª Temporada (2014)
Com uma data de estreia em 29 de junho de 2014, The Leftovers é um drama enigmático que se passa três anos após um evento global chamado "Partida Repentina", na qual ocorreu o desaparecimento inexplicável e simultâneo de 140 milhões de pessoas, 2% da população mundial, em 14 de outubro de 2011. Terá sido o arrebatamento bíblico, levando os verdadeiros cristãos para junto de Deus no fim dos tempos? Ou um evento sobrenatural simplesmente inexplicável? Na sequência desse evento, as principais religiões declinaram, e inúmeros cultos emergiram, sendo o mais importante deles os “Remanescentes Culpados”. Três anos depois desse evento a história da série acompanha a tentativa da sociedade em tentar lidar com esta situação improvável e traumática mostrando a vida daqueles que foram deixados para trás. A primeira temporada gira em torno de Kevin Garvey (Justin Theroux), pai de família e chefe de polícia de um pequeno subúrbio nova-iorquino (Mapleton) que se esforça para recuperar a sensação de normalidade diante de uma situação que parece impossível.

#### 2ª Temporada (2015)
Com uma data de estreia em 04 de outubro de 2015 a segunda temporada mostra os personagens em busca de um novo começo. Kevin Garvey (Justin Theroux) se aposentou de seu cargo de chefe de polícia de Mapleton e está se mudando com a sua nova família para o Texas. Com ele está Nora Durst (Carrie Coon), que descobriu um novo propósito, cuidando do bebê que ela encontrou na porta de Kevin e está feliz em deixar para trás Mapleton e a tragédia incrível que ela sofreu. Igualmente ansiosa para deixar a cidade onde cresceu e os amigos que ela fez, está a filha de Kevin, Jill (Margaret Qualley). Após a sua chegada em Jarden, Texas, a família Garvey conhece seus vizinhos, os Murphys: John (Kevin Carroll) e Erika (Regina King) e seus gêmeos adolescentes, Evie (Jasmin Savoy Brown) e Michael (Jovan Adepo). Atraídos para esta cidade especial e esperando por milagres para toda a sua família, Matt Jamison (Christopher Eccleston) mudou-se com sua esposa, Mary (Janel Moloney), que ainda sofre consequências do terrível acidente de carro no dia 14 de outubro. Enquanto isso, ex-esposa de Kevin, Laurie Garvey (Amy Brenneman), deixou os Remanescentes Culpados e se reuniu com seu filho, Tom (Chris Zylka), que pode ter finalmente descoberto uma maneira para ajudar a substituir a dor em seu coração. E enquanto Meg (Liv Tyler) permanece nos Remanescentes Culpados, o próprio pode não ser mais o mesmo culto ao qual ela originalmente se juntou.

#### 3ª Temporada (2017)
Com uma data de estreia em 16 de abril de 2017 a terceira temporada mostra a pequena cidade de Jarden, nos EUA, enfrentando algumas mudanças após a invasão dos “Remanescentes Culpados”. Três anos se passaram e a vida dos personagens está completamente diferente. Kevin (Justin Theroux) assumiu o posto de xerife local e a cidade não realiza mais controle de acesso para os turistas que chegam de todas as partes do país. No entanto, o mistério sobre o desaparecimento de 2% da população mundial ainda continua e o reverendo Matt (Christopher Eccleston) acredita que Kevin é chave para desvendar tudo o que aconteceu. Os primeiros dois episódios serão situados nos EUA; os demais na Austrália onde o pai (Scott Glenn) de Kevin (Justin Theroux) está morando desde a segunda temporada.

## Elenco e personagens

#### Principal
- Kevin Garvey Jr. (Justin Theroux): chefe da polícia e pai de um casal de adolescentes que tenta manter a ordem na pequena cidade de Mapleton.
- Nora Durst (Carrie Coon): esposa e mãe que perdeu os seus dois filhos e seu marido durante a ''Partida Repentina.'' [9]
- Laurie Garvey (Amy Brenneman): esposa de Kevin que deixou toda a sua vida para trás para se juntar aos ''Remanescente Culpados.'' [10]
- Matt Jamison (Christopher Eccleston): ex-reverendo e atual editor de seu próprio tablóide. Ele luta com sua incapacidade de aceitar que ele, um bom cristão, não foi levado na "Partida Repentina", enquanto muitos pecadores foram. Ele tem uma esposa, Mary Jamison e uma irmã, Nora Durst.[11]

#### Regular
- Meg Abbott, (Liv Tyler): mulher prestes a se casar que se torna o alvo dos Remanescentes Culpados. [12]
- Tom Garvey (Chris Zylka): filho adotivo de Kevin Garvey e filho biológico de Laurie Garvey que abandonou a faculdade recentemente e tem se refugiado com Henry "Santo Wayne. [13]
- Jill Garvey (Margaret Qualley): filha adolescente de Kevin Garvey.[14]
- Patti Levin (Ann Dowd): líder da comunidade local em Mapleton, conhecida como Remanecentes Culpados. [9]
- Erika Murphy (Regina King): esposa de John Murphy e médica que administra uma unidade de cuidados médicos urgentes local. Os Murphys são vizinhos dos Garveys em Jarden, Texas.
- John Murphy (Kevin Carroll): marido de Erika e chefe do corpo de bombeiros voluntário da cidade. Na terceira temporada, ele está em um relacionamento com Laurie Garvey.
- Michael Murphy (Jovan Adepo): filho adolescente de John e Erika Murphy e irmão-gêmeo de Evie Murphy.
- Sr. Kevin Garvey (Scott Glenn): pai de Kevin Garvey e ex-chefe de polícia de Mapleton que foi internado em um instituto de saúde mental depois de começar a ouvir vozes após a Partida Repentina.

#### Recorrente
- Aimee (Emily Meade): estudante despreocupada e melhor amiga de Jill Garvey que parece não se incomodar com a Partida Repentina." [10]
- Lucy Warburton (Amanda Warren): prefeita de Mapleton.[9]
- Dean (Michael Gaston): homem que parece entender as coisas que mudaram e começa a tomar atitudes violentas.[15]
- Adam e Scotty Frost (Max Carver e Charlie Carver): gêmeos idênticos e amigos de Jill Garvey.[16]
- Christine (Annie Q.): uma das garotas do Henry "Santo Wayne.
- Mary Jamison (Janel Moloney): esposa de Matt Jamison, que ficou em um estado de paralisia/catatonia após um acidente de carro durante a Partida Repentina.
- Henry "Santo Wayne" Gilchrest (Paterson Joseph): tipo de líder messiânico pós - Partida Repentina que "cura", através de abraços, as pessoas de suas dores existenciais decorrentes do trauma da Partida Repentina.
- Gladys (Marceline Hugot): membro dos Remanescentes Culpados.
- Dennis Luckey (Frank Harts): policial de Mapleton.
- Detetive Louis Vitello (Wayne Duvall): detetive de polícia de Mapleton.
- Doug Durst (Sebastian Arcelus): marido de Nora que partiu durante a Partida Repentina junto com seus dois filhos.
- Erin e Jeremy Durst (Ella Taylor e Anthony Cieslak): filhos de Nora que partiram durante a Partida Repentina junto com o seu pai.
- Mãe do Bebê (Natalie Gold): Moradora de Mapleton que perdeu o seu bebê no carro durante a Partida Repentina.
- Evangeline "Evie" Murphy (Jasmin Savoy Brown): filha adolescente de John e Erika Murphy e irmã-gêmea de Michael Murphy.
- Isaac Rayney (Darius McCrary): cartomante residente da cidade de Jarden.
- Virgil (Steven Williams): avô materno de Evie e de Michael Murphy.
- Dr. Brian Goodheart (Dominic Burgess): cientista australiano que pesquisa as possíveis causas da Partida Repentina.
- Mark Linn-Baker (Mark Linn-Baker): como ele mesmo.
- Homem do Pilar - Edward (Turk Pipkin): misteriosa figura que reside no topo de um pilar em Jarden desde de que houve a Partida Repentina.
- Sandy (Brett Butler): esposa do Homem do Pilar e uma amiga de Matt Madison.
- George Brevity (Joel Murray): agente do Departamento da Partida Repentina.
- David Burton (Bill Camp): homem que supostamente ressuscitou em uma caverna na cidade de Perth na Austrália e depois disso se auto intitulou Deus.
- Grace Playford (Lindsay Duncan): moradora da Austrália que encontra e ajuda o Sr. Kevin Garvey nos seus planos.
- Kevin Yarborough (Damien Garvey): xerife australiano.
- Dr. Eden (Katja Herbers): física envolvida em um suposto esquema fraudulento que a Nora investiga.
- Dr. Matti Bekker (Victoria Haralabidou): física envolvida em um suposto esquema fraudulento que a Nora investiga.

## Desenvolvimento e produção

#### Criação
A HBO adquiriu os direitos para o desenvolvimento da série, assim como a participação de Perrotta como roteirista/produtor executivo e Ron Yerxa e Albert Berger como produtores executivos em agosto de 2011, logo após o lançamento do livro. Em junho de 2012, Damon Lindelof anunciou que desenvolveria a série com Perrotta, e que seria também o showrunner. O episódio piloto foi encomendado em fevereiro de 2013. E no dia 16 de Setembro de 2013, a HBO anunciou que transformariam The Leftovers em uma série, encomendando uma temporada com 10 episódios. The Leftovers foi a primeira série da HBO adquirida de um estúdio de fora, a Warner Bros. Television, a não ter sido produzida unicamente pela HBO.
A primeira temporada adaptou praticamente todo o livro. E em sua segunda temporada a série passou por reformulações na trama e no elenco, já que  partir dessa temporada a série não teria mais o livro como base os produtores e roteiristas definiram novos rumos da série.
Em abril de 2015, foi informado que o cenário para a segunda temporada sairia de Mapleton, Nova York e iria para uma pequena cidade no Texas e que as gravações começaram no final de abril.
Já a terceira e última temporada teve as  suas gravações iniciadas em maio de 2016, em Austin no Texas. E em junho de 2016, a produção se mudou para Melbourne, Victoria, Austrália, onde o restante da série foi gravada e pós-produzida. Em Melbourne, Lindelof disse que ele e a equipe da série estavam ''imensamente gratos pela oportunidade de experimentar algo que parecesse e fosse diferente das temporadas anteriores e que eles mal podiam esperar para trazer a história da série à sua conclusão." Também foi confirmado que a temporada seria mais curta, com apenas 8 episódios.

#### Escolha do elenco
A escolha do elenco principal começou em junho de 2013 contando com: Justin Theroux, Liv Tyler, Christopher Eccleston, Ann Dowd, Amanda Warren, Michael Gaston e Carrie Coon como os atores e as atrizes que participariam do episódio piloto.
Na segunda temporada, oito dos catorze membros do elenco principal da temporada anterior retornaram. De acordo com o Deadline, grande parte dos atores coadjuvantes foram dispensados por conta das mudanças criativas que a história sofreu, como por exemplo, a troca de cenário, já que a partir da segunda temporada a trama se desenvolve na cidade de Jarden, no Texas. O protagonista Justin Theroux teve seu retorno junto com o núcleo familiar de seu personagem, composto por Amy Brenneman, Margaret Qualley, Chris Zylka, e os coadjuvantes Carrie Coon e Christopher Eccleston. No entanto, Emily Meade, Amanda Warren, Annie Q., Max Carver, Charlie Carver e Michael Gaston não retornariam.
Em abril de 2015, foi divulgado que parte do novo elenco seria de uma família negra americana que incluiria John Murphy, sua esposa, Erika Murphy e seus dois filhos adolescentes, Evie e Michael. Os personagens de John, Erika e Michael seriam interpretados por, respectivamente, Kevin Carroll, Regina King e Jovan Adepo, todos como parte do elenco regular da série. Darius McCrary interpretaria um personagem recorrente como Isaac Rayney, amigo de John e um leitor de mão. Steven Williams interpretaria  também um papel recorrente, como Virgil, um confidente de Kevin. E Janel Moloney, que teve um papel recorrente na primeira temporada como Mary Jamison, foi promovida a um membro do elenco regular na segunda temporada.
Já na terceira temporada, foi confirmado em maio de 2016 que o elenco principal da segunda temporada retornaria, com exceção de Dowd, e que Scott Glenn seria promovido a um personagem regular da série  e que Jasmin Savoy Brown voltaria como uma atriz convidada para essa temporada. Já Michael Gaston e Annie Q., alguns dos principais membros do elenco durante a primeira temporada, também retornariam como atores convidados. E a experiente atriz Lindsay Duncan juntou-se ao elenco em 6 de dezembro de 2016, como um dos novos personagens dessa temporada.

## Curiosidades dos bastidores
Ao longo das suas três temporadas e principalmente ao final da série o elenco da série fez algumas declarações em entrevistas ou em materiais extras sobre os bastidores da série.
Segundo Amy Brenneman, os roteiros que ela recebia não continham muitas informações sobre sua personagem, apenas descrições e dicas de como deveria ser o figurino e os gestos de Laurie em cena. A solução que a atriz encontrou foi ligar para o cocriador Damon Lindelof e perguntar por mais informações da personagem e saber exatamente o que Laurie estava passando.
Durante as gravações do sexto episódio da primeira temporada, a produção foi interrompida por duas semanas. Segundo informações que a HBO divulgou à época, a paralisação foi feita em razão de diferenças criativas e da necessidade de preparar melhor os próximos episódios. Espalhou-se o rumor de que Damon Lindelof teve que fazer mudanças gigantescas no roteiro e em algumas estratégias, já que a emissora não estaria nem um pouco satisfeita com as direções criativas. Nada disso foi confirmado, mas assim que The Leftovers estreou a série rapidamente ganhou um amplo apoio da crítica.
Carrie Coon começou na televisão fazendo uma participação especial na polêmica e cancelada The Playboy Club do canal NBC. Em seguida, ela esteve num dos episódios de Law & Order: Special Victims Unit até que enfim conseguiu passar na audição e entrar no elenco de The Leftovers, sendo Nora Durst a primeira personagem regular na carreira da atriz que a revelaria como uma das profissionais mais importantes em ascensão da indústria.
Liv Tyler admitiu numa entrevista em maio de 2017 que sua personagem, Meg, era tão contraditória e misteriosa que ela nunca conseguiu entende-la plenamente e quando ela começou a trabalhar na série apenas seguia as direções presentes no roteiro e as dicas do diretor, nada de improvisação ou um comprometimento melhor com seu papel.